# New York Jets 1965
La stagione 1965 dei New York Jets è stata la sesta della franchigia nell'American Football League. L'annata si chiuse con un bilancio di 5–8-1 come nei due anni precedenti, al secondo posto della propria division. Nel Draft AFL 1965 la squadra scelse come primo assoluto il quarterback da Alabama Joe Namath, una scelta che avrebbe cambiato il corso della storia della franchigia.

## Calendario

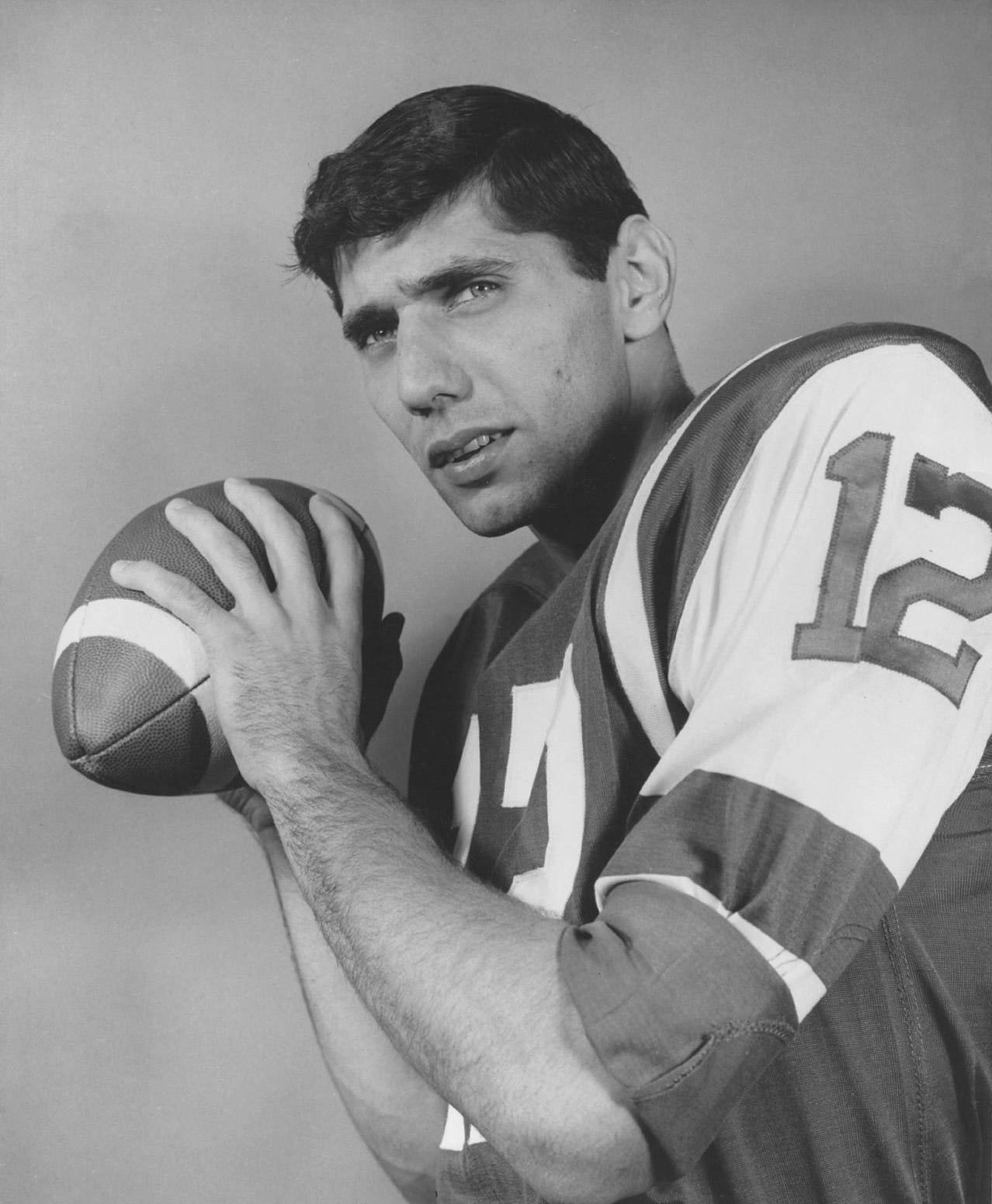
Joe Namath nella sua stagione da rookie nel 1965

| Stagione regolare |                       |                    |                      |
| Turno             | Avversario            | Risultato          | Stadio               |
| 1                 | at Houston Oilers     | S 27–21            | Rice Stadium         |
| 2                 | Kansas City Chiefs    | S 14–10            | Shea Stadium         |
| 3                 | at Buffalo Bills      | S 33–21            | War Memorial Stadium |
| 4                 | at Denver Broncos     | S 16–13            | Bears Stadium        |
| 5                 | Settimana di pausa    | Settimana di pausa | Settimana di pausa   |
| 6                 | Oakland Raiders       | P 24–24            | Shea Stadium         |
| 7                 | San Diego Chargers    | S 34–9             | Shea Stadium         |
| 8                 | Denver Broncos        | V 45–10            | Shea Stadium         |
| 9                 | at Kansas City Chiefs | V 13–10            | Municipal Stadium    |
| 10                | at Boston Patriots    | V 30–20            | Fenway Park          |
| 11                | Houston Oilers        | V 41–14            | Shea Stadium         |
| 12                | Boston Patriots       | S 27–23            | Shea Stadium         |
| 13                | at San Diego Chargers | S 38–7             | Balboa Stadium       |
| 14                | at Oakland Raiders    | S 24–14            | Frank Youell Field   |
| 15                | Buffalo Bills         | V 14–12            | Shea Stadium         |

## Classifiche
| AFL Eastern Division | AFL Eastern Division | AFL Eastern Division | AFL Eastern Division | AFL Eastern Division | AFL Eastern Division | AFL Eastern Division | AFL Eastern Division | AFL Eastern Division | AFL Eastern Division |
|                      | V                    | S                    | P                    | %                    | DIV                  | PF                   | PA                   | STR                  |                      |
| -------------------- | -------------------- | -------------------- | -------------------- | -------------------- | -------------------- | -------------------- | -------------------- | -------------------- | -------------------- |
| Buffalo Bills        | 10                   | 3                    | 1                    | .769                 | 4–2                  | 313                  | 226                  | S1                   |                      |
| New York Jets        | 5                    | 8                    | 1                    | .385                 | 3–3                  | 285                  | 303                  | V1                   |                      |
| Boston Patriots      | 4                    | 8                    | 2                    | .333                 | 2–4                  | 244                  | 302                  | V3                   |                      |
| Houston Oilers       | 4                    | 10                   | 0                    | .286                 | 3–3                  | 298                  | 429                  | S7                   |                      |

Nota: I pareggi non venivano conteggiati ai fini della classifica fino al 1972.